# Mühlhausen (Mengkofen)
Mühlhausen ist ein Gemeindeteil von Mengkofen und eine Gemarkung im Landkreis Dingolfing-Landau in Bayern.

## Geographie
Das Dorf Mühlhausen liegt direkt zwischen dem Landkreisdreieck Dingolfing-Landau, Straubing-Bogen und Landshut. Es befindet sich, von Waldstücken umgeben, am nordwestlichen Rand des Landkreises. Mühlhausen liegt auf einer Höhe von 435 m ü. NN und hat mehr als 200 Einwohner.
Auf der Gemarkung liegen die Orte Mühlhausen, Altendorf, Birket, Eck, Furth, Ginhart, Großlug, Hagenau, Hammelhof, Heinzleck, Hinflucht, Kleinlug, Oberallmannsbach, Obersteinbach, Ottending, Pramersbuch, Pramwinkl, Rasch, Rauheck, Rumpelmühl, Steinbach, Süßkofen, Unterallmannsbach, Vogelsang und Ziegelstadel.

## Geschichte
Erstmals wurde Mühlhausen (früher auch: Millhausen) am 17. Juli 1379 erwähnt und ist seit 1524 eine Hofmark. Da sich dort auch landgerichtliche Güter befanden, galt es als offene Hofmark und musste daher Rittersteuer an das Gericht in Straubing zahlen. Ein Bericht gibt an, dass 1558 in Mühlhausen eine Taferne, ein Sedelhof und vier weitere Häuser landgerichtlich unterstellt waren. Im Jahr 1600 bestand der Ort aus zwei Höfen, einem Bad, einem Wirtshaus, einer Bachstatt und sieben Sölden. In den umliegenden Orten gab es eine Mühle in Vogelsang sowie einen Hof, eine Sölde und eine Schmiedstatt in Untersteinbach.
1626 wurde der Besitz der Hofmark genauer betrachtet und festgestellt, dass noch mehr Besitztümer dazugehörten. Diese waren ein Obstgarten, vier Weiher (einer ohne Wasser), mehrere Gehölzer am Berg bei Vogelsang, Stockhperg, auf der Schennau, Steiberg und beim Falltor gegen Puech (=Veitsbuch). Der gesamte Holzbestand wurde auf 200 Tagwerk geschätzt. Des Weiteren soll sich zu dieser Zeit auch ein völlig verkommenes und zugewachsenes Schloss auf einem Hügel befunden haben.
Im Jahr 1808 gehörten folgende Ortschaften, Weiler und Einöden zur Gemarkung Mühlhausen: Mühlhausen, Altendorf, Birket, Eck, Ginhart, Großlug, Hagenau, Hammelhof, Heinzleck, Hinflucht, Kehrmühl, Oberallmannsbach, Obersteinbach, Ottending, Pramersbuch, Pramwinkl, Rasch, Rauheck, Rumpelmühle, Süßkofen, Unterallmannsbach, Untersteinbach, Vogelsang, Ziegelstadel.
Zehn Jahre später gehörten zur politischen Gemeinde Mühlhausen das Dorf Mühlhausen, das Kleindorf Ottending und der Weiler Pramwinkl. Das Königliche Bayrische Staatsministerium des Innern stellte am 30. November 1876 einen Antrag, auch die Ortschaften Ober- und Untersteinbach, Groß- und Kleinlug, Eck, Voglsang und Rasch in die Gemeinde einzugliedern. Dem Antrag wurde jedoch wegen des öffentlichen Interesses nicht stattgegeben.
Die Gemeinde bestand bis 1944, wurde schließlich jedoch aufgeteilt. Die beiden Orte Mühlhausen und Pramwinkl wurden dabei der Gemeindeverwaltung Süßkofen und der Ort Ottending der Gemeindeverwaltung Rimbach unterstellt. Drei Jahre später wurden die drei Ortschaften allerdings wieder in der Gemeinde Mühlhausen zusammengeführt.
Im Jahr 1961 hatte die Gemeinde eine Fläche von 656,09 Hektar, die drei Gemeindeteile Mühlhausen, Ottending und Pramwinkl und 271 Einwohner, 172 davon im Dorf Mühlhausen.
Bei der Gebietsreform am 1. Juli 1972, bei der die Gemeinden umgegliedert wurden, wurde Mühlhausen vom Landkreis Mallersdorf gelöst und dem neu gebildeten Landkreis Dingolfing-Landau unterstellt. Am 1. Mai 1978 wurde die Gemeinde Mühlhausen endgültig aufgelöst und in die Gemeinde Mengkofen eingegliedert. Die letzten Bürgermeister von Mühlhausen waren Anton Bergmann aus Ottending (1. Bürgermeister) und Andreas Braun aus Mühlhausen (2. Bürgermeister).